# Błażej Koniusz
Błażej Koniusz (* 22. Februar 1988 in Świętochłowice) ist ein ehemaliger polnischer Tennisspieler. Er gewann als Junior 2006 die Australian Open im Doppel.

## Karriere
Koniusz spielte bis 2006 auf der ITF Junior Tour. In der Jugend-Rangliste erreichte er mit Rang 20 seine höchste Notierung im März 2006. Sein bestes Ergebnis bei Grand-Slam-Turnieren war der Titel bei den Australian Open 2006 mit Grzegorz Panfil. Neben diesem Erfolg kam er bei keinem der großen Turnieren weiter als die zweite Runde.
Ab 2006 spielte er auch regelmäßig Profiturniere, wo er hauptsächlich auf der ITF Future Tour aktiv war. In seinem ersten Profijahr zog er in die Top 900 der Weltrangliste ein, nachdem er im Einzel sein erstes Halbfinale und im Doppel das erste Endspiel bei Futures erreicht hatte. Von 2007 bis 2010 stand er im Einzel je einmal in einem Future-Finale, gewann er nie den Titel. Im Juli 2008 sprang er an Position 445, sein Karrierehoch. Im Februar 2008 spielte er für die polnische Davis-Cup-Mannschaft in einer Begegnung gegen die Schweiz, wobei er beide seiner Einzel verlor. Den einzigen Einzeltitel gewann er 2013. Auf der höher dotierten ATP Challenger Tour kam er bei vier Einsätzen zu einem Sieg – 2014 in Košice gegen die Nummer 191 Wayne Odesnik.
Im Doppel war der Pole erfolgreicher. 2008 gewann er den dritten Future-Titel. Sein einziges Match auf der ATP Tour spielte er in Warschau dank einer Wildcard. Er verlor dort zum Auftakt mit Marcin Gawron gegen seine Landsmänner Mariusz Fyrstenberg und Marcin Matkowski. Direkt im Anschluss zog er in sein erstes Finale auf der ATP Challenger Tour in Bytom ein. Das Jahr schloss er in den Top 500 ab. Bis 2011 spielte er seltener Turniere. Dennoch gewann er fünf weitere Futures, fiel in der Rangliste aber etwas zurück. Nach fast zwei Jahren Pause kehrte er im Juli 2013 zum Profitennis zurück. Bis Jahresende gewann er noch vier Titel und war zurück in den Top 500. Das Jahr 2014 war sein erfolgreichstes: Neben sechs Futuretiteln setzte er sich auch bei Challengers häufig durch. Mit verschiedenen Partnern erreichte er die Endspiele in Vicenza, Košice und Brescia. Im Februar stand er in Bergamo das fünfte Mal im Endspiel, gewann aber keines davon. Nach dem Turnier sprang er auf Platz 150, sein Rekordhoch im Doppel. Danach beendete er seine Karriere. Mit dem TC Bruckmühl-Feldkirchen spielte er von 2012 bis 2016 in der 2. und 2016 sogar in der 1. Tennis-Bundesliga.